# Ordine nazionale della Croce del Sud
L'Ordem Nacional do Cruzeiro do Sul (Ordine Nazionale della Croce del Sud) è la più alta onorificenza al merito del Brasile.

## Storia

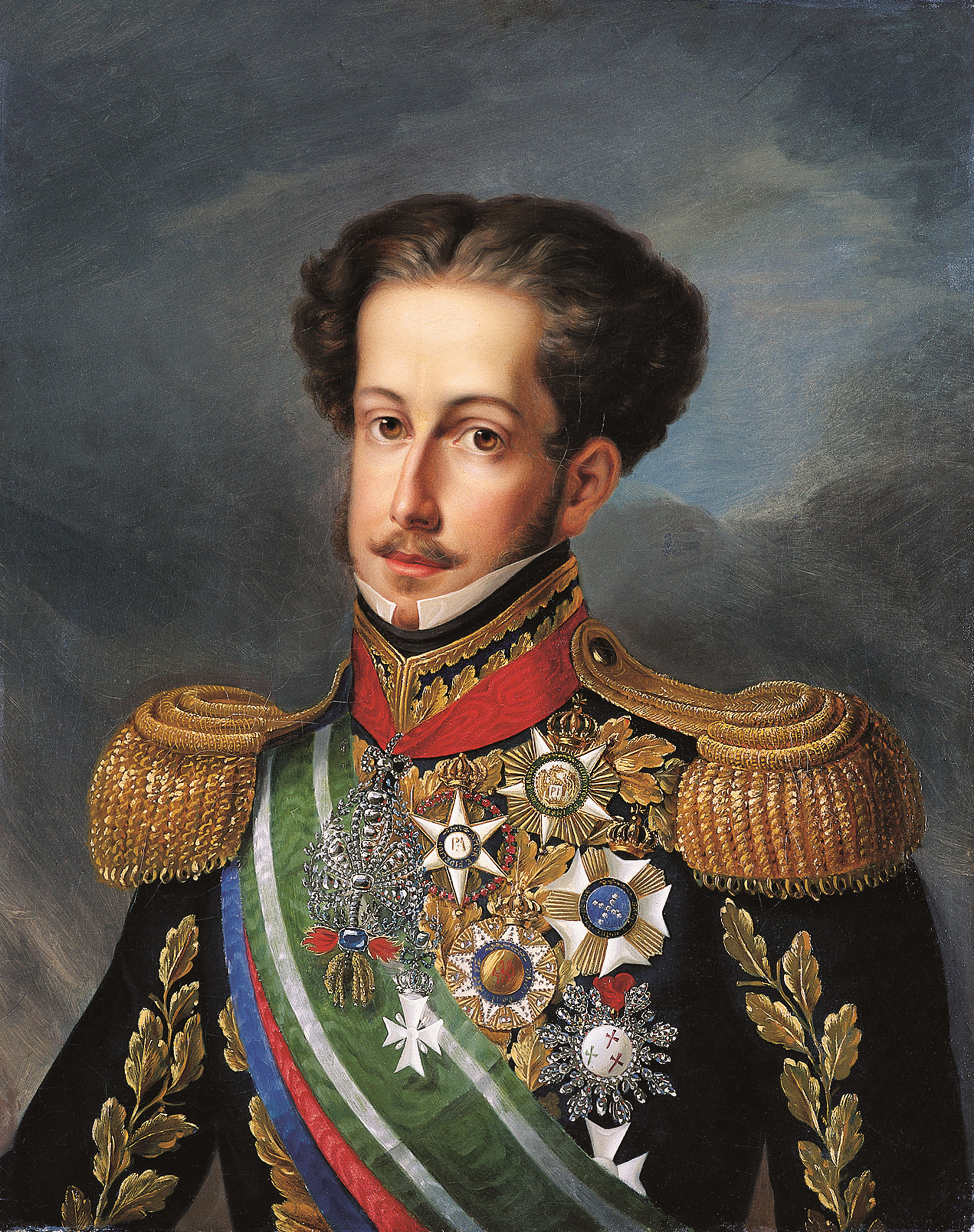
Pietro IV del Portogallo, divenuto imperatore del Brasile col nome di Pedro I

Fu fondato il 1º dicembre 1822 da Pietro I imperatore del Brasile (Pietro IV del Portogallo), il giorno della sua incoronazione come primo imperatore del Brasile, col nome di Ordine Imperiale della Croce del Sud.
L'Ordine fu soppresso dopo la proclamazione della Repubblica, con decreto del 24 febbraio 1891.
Il presidente Getúlio Vargas istituì nuovamente l'Ordine il 5 dicembre 1932, con il nome di Ordine Nazionale della Croce del Sud, ed è conferito solo come un atto di rapporti di politica estera da parte del governo brasiliano.

## Classi
L'Ordine è suddiviso nelle seguenti classi di benemerenza:
• Gran Collare
• Gran Croce
• Grand'Ufficiale
• Commendatore
• Ufficiale
• Cavaliere
| Nastri          |            |              |
| Cavaliere       | Ufficiale  | Commendatore |
| Grand'Ufficiale | Gran Croce | Gran Collare |

## Insegne
L'Ordine è suddiviso in sei classi:
- Cavaliere di Gran Collare: Distintivo sul Collare, portando anche la placca sulla parte sinistra del petto[1]
- Cavaliere di Gran Croce: Distintivo su una fascia sulla spalla destra, portando anche la placca sulla parte sinistra del petto
- Grande Ufficiale: Distintivo su un nastro con la rosetta sulla parte sinistra del petto e la placca sulla parte sinistra del petto
- Commendatore: Distintivo sul colletto
- Ufficiale: Distintivo su un nastro con rosetta sulla parte sinistra del petto
- Cavaliere: Distintivo con nastro sulla parte sinistra del petto.

### Insegne repubblicane
- La croce dell'Ordine è un asterisco Maltese a cinque bracci placcato oro (argento per i Cavalieri) ricoperto di pasta di vetro bianca, con disegnate foglie di alloro e di quercia fra le braccia. La croce è sormontata da una corona, metà di quercia a sinistra e metà di alloro a destra, smaltata in verde. Il disco centrale è placcato oro con la rappresentazione di un volto femminile, circondato dalla scritta República Federativa do Brasil su un anello in pasta di vetro di colore blu. Il retro del disco centrale è ricoperto da pasta di vetro azzurra, dove, in bianco, è rappresentata la costellazione della Croce del Sud, circondato dalla scritta BENEMERENTIUM PRÆMIUM su un anello in pasta di vetro di colore blu.
- La placca è portata dai Cavalieri Gran Croce (dorata) e dai Grand'Ufficiali (in argento) rispettivamente, è simile alla croce, ma senza la corona di alloro e quercia, la quale è rimpiazzata da un insieme di raggi che si irradiano dal centro fra i bracci. Il centro del disco è ricoperto da pasta di vetro azzurra, dove, in bianco, è rappresentata la costellazione della Croce del Sud, circondato dalla scritta BENEMERENTIUM PRÆMIUM su un anello in pasta di vetro di colore blu
- Il nastro per la croce è di colore azzurro.[2]

### Insegne imperiali
Le insegne imperiali dell'Ordine presentavano le stesse caratteristiche delle odierne insegne, eccetto due particolari: la croce, invece di una corona metà di quercia e metà di alloro, è sormontata da una corona reale portoghese, mentre il disco centrale, in pasta di vetro azzurra, non rappresenta la costellazione della Croce del Sud, ma una croce latina formata da piccole stelle bianche.

## Insigniti notabili
- Che Guevara
- Elisabetta II del Regno Unito
- Benito Mussolini
- Lech Wałęsa
- Boutros Boutros-Ghali
- Guglielmo Alessandro dei Paesi Bassi
- Margherita II di Danimarca
- Carlo XVI Gustavo di Svezia
- Nicola II di Russia
- Juan Carlos I di Spagna
- Enrico di Lussemburgo
- Papa Benedetto XVI
- Maria Luisa d'Asburgo-Lorena
- Filippo di Edimburgo
- Carlo, principe del Galles
- Marcelo Rebelo de Sousa
- Sergio Mattarella